# Abchazské dolmeny

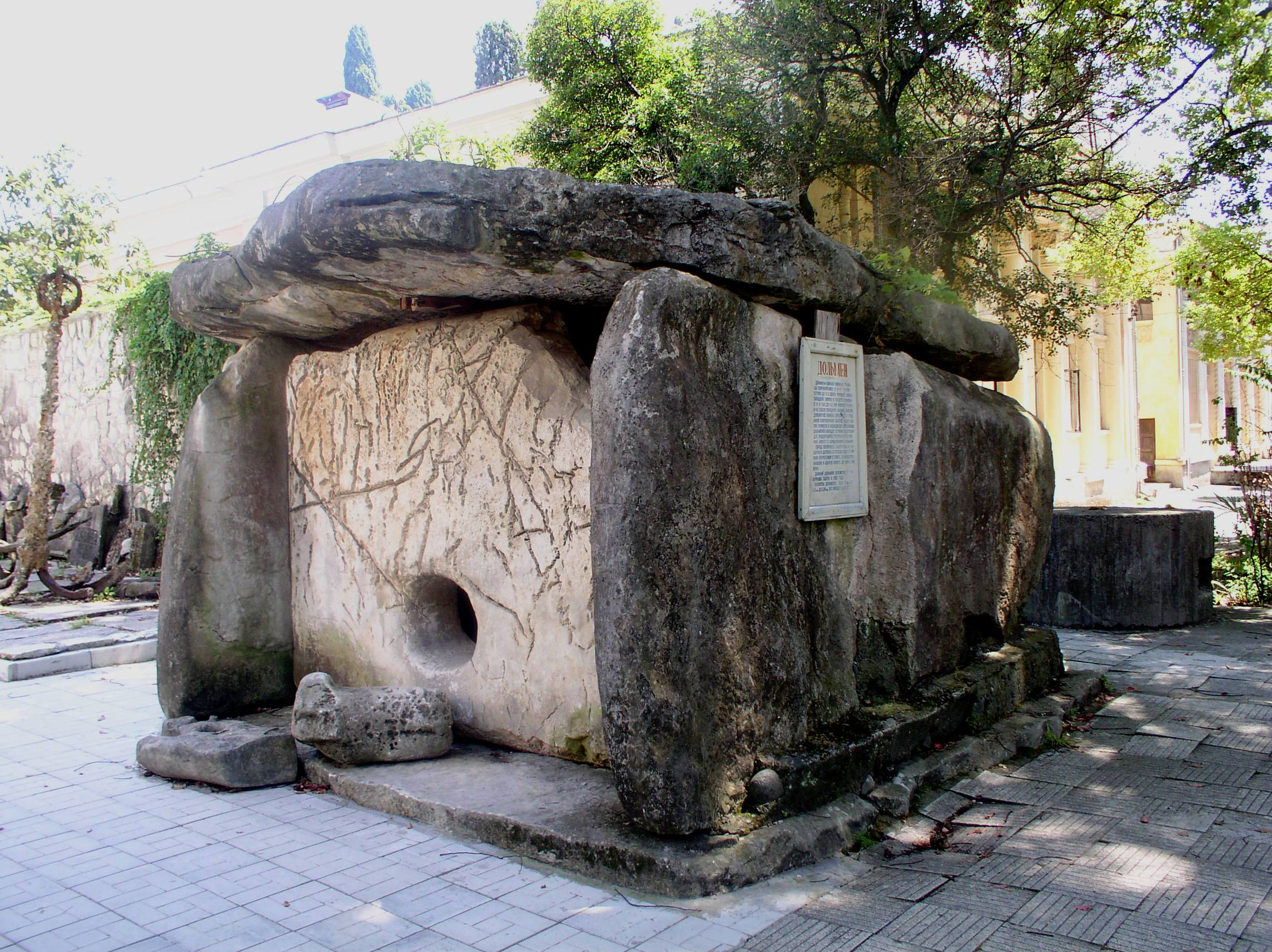
Jeden z dolmenů z naleziště v Eseries (muzeum v Suchumi)

Abchazské dolmeny jsou megalitické hrobky nacházející se na území Abcházie v Gruzii. Jejich stáří se odhaduje na 1. polovinu 2. tisíciletí až 2. polovinu 3. tisíciletí před Kr. Patří do doby bronzové.